# Saul Raisin
Saul Raisin (Dalton, Geòrgia, 6 de gener del 1983) és un ciclista estatunidenc que fou professional del 2005 fins al 2007.
Durant la disputa del Circuit de La Sarthe de 2006, va caure durant la disputa de la primera etapa. El ciclista va patir un traumatisme cranial i va entrar en coma. Se li va practicar una intervenció quirúrgica al cervell. Malgrat dels intents de recuperar el seu nivell anterior, va haver d'abandonar el ciclisme el 2007.

## Palmarès
- 2006
  - Vencedor d'una etapa al Tour de Langkawi